# Megaselia parnassia
Megaselia parnassia är en tvåvingeart som beskrevs av Ronald Henry Lambert Disney 1986. Megaselia parnassia ingår i släktet Megaselia och familjen puckelflugor. Arten är reproducerande i Sverige. Inga underarter finns listade i Catalogue of Life.